# Alba Parietti
Alba Antonella Parietti (Torino, 2 luglio 1961) è una conduttrice televisiva, opinionista e attrice italiana.
Agli inizi della sua carriera ebbe una breve esperienza come cantante ed era nota con il solo nome Alba.

## Biografia

Alba Parietti candidata italiana per Miss Universo 1979

Alba Antonella Parietti è figlia di Francesco (1925-1997), un partigiano piemontese originario della provincia di Asti (Tonco) poi chimico, il cui nome di battaglia era Naviga e di Grazia Dipietromaria (1932-2010), pittrice e scrittrice.
Deve il suo nome alla città di Alba, prima città piemontese a essere liberata nel 1945. Cresciuta nel quartiere torinese di Madonna del Pilone, frequentò quindi il liceo artistico statale e dopo una breve esperienza in uno studio privato di architettura, fece l'ingresso nel mondo delle radio locali.
L'esordio nello spettacolo avvenne nel 1977, in un teatro locale, in L'importanza di chiamarsi Ernesto di Oscar Wilde, in cui interpretava il ruolo di Cecily Cardew. Nel 1978 partecipò a Miss Italia non arrivando però alle finali, mentre nel 1979 fu eletta per rappresentare l'Italia alla finale di Miss Universo, ma fu costretta a rinunciare alla partecipazione per i troppi impegni.

### Anni ottanta
Le prime esperienze televisive risalgono all'inizio del 1980 su Videogruppo, storica emittente televisiva locale torinese e su GRP Televisione, altra TV locale piemontese, dove la Parietti conduceva in diretta Splendido! insieme a Davide Spingor. Apparve come comparsa in alcune pellicole cinematografiche, tra cui Italian Boys e Sapore di mare, entrambe del 1983. Nello stesso anno approdò alla Rai con Galassia 2 di Gianni Boncompagni, condotto in coppia con Anja Pieroni su Rai 2. In seguito prese parte ad altri noti programmi televisivi del periodo, con piccoli ruoli: nel 1984 fu valletta di Gigi Sabani in alcune puntate del game-show Ok, il prezzo è giusto! all'epoca trasmesso in prima serata su Italia 1, nello stesso anno ricoprì il medesimo ruolo anche nel varietà W le donne, condotto da Andrea Giordana e Amanda Lear su Rete 4.
Alla metà dello stesso decennio risale il suo esordio nel mondo della musica, con il solo nome Alba, con canzoni italo disco come Jump and Do It, Dangerous, Look Into My Eyes (quest'ultima come duo Amy & Alba) ma soprattutto Only Music Survives, che furono pubblicati oltre che in Italia, anche in diversi stati europei, portandola così a esibirsi anche in programmi di TV estere. I suoi singoli furono editi dall'etichetta Merak Music. Tuttavia non riuscì a consolidare sufficientemente la sua fama come cantante, così, una volta esauritosi il filone musicale con cui aveva riscosso successo, accantonò le sue ambizioni canore in favore della carriera televisiva. Nel 1987 tornò brevemente in Rai per partecipare come valletta di Enzo Tortora al programma Giallo, trasmesso da Raidue. In tale programma utilizzò lo pseudonimo Mysteria.

### Anni novanta
La popolarità presso il grande pubblico arrivò nel 1990, con la conduzione della trasmissione a tema calcistico Galagoal su Telemontecarlo, affiancata da Massimo Caputi. Sempre nello stesso anno, sull'onda del successo acquisito, venne pubblicato il minialbum Alba da sentire, composto dai singoli del suo periodo italo-disco e dall'inedito Argento vivo (Cuore selvaggio), da lei promosso in diverse trasmissioni TV del periodo, che ottenne un certo riscontro. Nel 1991 fu assunta dalla Rai per la presentazione dello show estivo di prima serata La piscina su Rai 3, cantandone la sigla d'apertura, Bambino, mentre come sigla di chiusura interpretò una cover di L'importante è finire di Mina; il programma ebbe alterni giudizi dalla critica e viene ricordato soprattutto per i balletti sexy che la Parietti eseguiva cantando una cover della canzone Étienne di Guesch Patti (esibizioni che saranno poi parodiate da Francesca Reggiani durante la trasmissione satirica Avanzi) e quello stesso anno la Parietti si aggiudicò anche l'Oscar TV come "personaggio televisivo femminile dell'anno". Presentò il Festival di Sanremo 1992 accanto a Pippo Baudo, Milly Carlucci e Brigitte Nielsen; Baudo volle in seguito Alba anche alla conduzione del Dopofestival dell'edizione successiva in cui sarà protagonista di vivaci polemiche a distanza con Lorella Cuccarini, che quell'anno presentava il Festival con Baudo.
Nel frattempo, la Parietti fu protagonista di alcune commedie cinematografiche di successo come Abbronzatissimi di Bruno Gaburro (1991) e Saint Tropez - Saint Tropez di Castellano e Pipolo (1992); in quello stesso anno aveva inoltre ricevuto anche la proposta del regista Tinto Brass di interpretare la protagonista del suo nuovo film Così fan tutte, ma lei rifiutò e il ruolo venne così assegnato a Claudia Koll.
Nell'autunno del 1992 la Parietti avrebbe dovuto essere la primadonna della tredicesima edizione dello storico varietà del sabato sera Fantastico, affiancata da Enrico Montesano, ma all'ultimo momento, i vertici Rai decisero di sostituire Fantastico (da tempo in crisi d'ascolto) con Scommettiamo che...? e dunque il programma non andò mai in onda. In quella stessa stagione televisiva (1992-1993) lavorò per due reti: condusse assieme a Toto Cutugno, un importante programma della prima rete Rai, Domenica in, che però in quella stagione fu molto sfortunato in termini d'ascolto; a TMC presentò il varietà Tre donne intorno al cor assieme ad Athina Cenci e Susanna Agnelli e il talk-show Corpo a corpo. Nell'estate del 1993 partecipò come soubrette e cantante al programma spagnolo Burbujas, trasmesso dall'emittente iberico Antena 3.
Nell'estate 1993 condusse su Canale 5 la kermesse canora Vota la voce, esperienza poi replicata anche nelle tre estati del 1994, 1995 e 1996.
Nell'inverno del 1994 passò invece alla Fininvest (l'attuale Mediaset) dove, dal 28 febbraio al 7 maggio, insieme alla signora Coriandoli (personaggio interpretato da Maurizio Ferrini), fu la prima conduttrice donna di Striscia la notizia su Canale 5. Nella primavera 1994 condusse, sempre su Canale 5, la cerimonia d'assegnazione dei Telegatti accanto a Corrado. Nell'estate dello stesso anno, dopo aver rifiutato un cospicuo contratto con Mediaset (9 miliardi di lire per tre anni in esclusiva), la Parietti tornò di nuovo in Rai dove presentò, insieme con Valeria Marini e con la partecipazione di Fabrizio Maffei, il programma Serata mondiale, in onda su Rai 1 e dedicato al campionato mondiale di calcio di quell'anno in un inedito miscuglio tra varietà e approfondimento sportivo, cantandone anche la sigla d'apertura assieme alla Marini. Alla fine dello stesso anno condusse, sempre sulla rete ammiraglia Rai, pure il tradizionale veglione di capodanno, in coppia con Paolo Bonolis.
Nel 1995, la showgirl prese invece parte al varietà Papaveri e papere condotto da Pippo Baudo e Giancarlo Magalli sempre su Rai 1. Nel 1996, la Parietti provò a riaffermarsi anche come cantante realizzando un nuovo album di canzoni inedite, intitolato semplicemente Alba arrangiato dal maestro Silvano Borgatta; da questo album viene estratto come singolo Purtroppo è amore, che la Parietti presenta alle selezioni per entrare in gara al Festival di Sanremo 1996, ma il brano viene scartato dalla commissione, non senza polemiche; anche l'album non otterrà il successo sperato, passando quasi inosservato; nello stesso anno inoltre pubblicò un libro, Uomini, edito dalla Arnoldo Mondadori Editore. Nel 1997 presentò, in coppia con Claudio Lippi, una puntata del celebre programma satirico-sportivo di Italia 1, Mai dire Gol della Gialappa's Band (che in quell'annata prevedeva che accanto a Lippi ci fosse una conduttrice diversa ogni settimana): la Parietti ne condusse la puntata del 3 febbraio, che risultò poi la più seguita dell'edizione 1996-1997 del programma; prese poi parte come protagonista ad una puntata del varietà di Canale 5 Viva le italiane assieme ai comici del Bagaglino, in cui venne ripercorsa in chiave ironica la sua carriera; nella primavera dello stesso anno condusse un'altra trasmissione comica: Macao, trasmessa in seconda serata su Rai 2 con la regia di Gianni Boncompagni, programma che ebbe grande successo di pubblico di cui cantava anche la sigla di chiusura, Stai con me; nell'autunno successivo tornò al timone della seconda edizione del programma, ma a causa di alcune incomprensioni sorte con Boncompagni, di questa seconda stagione ne condusse solo la prima puntata, per poi essere sostituita. Nel 1998 fu protagonista del film erotico Il macellaio di Aurelio Grimaldi, pellicola che riscontrò scarso successo di critica e di pubblico e inoltre partecipò, nel ruolo di sé stessa, anche al film comico Paparazzi di Neri Parenti, che ad oggi è stato l'ultimo impegno della Parietti per il grande schermo.
Nel 1999 passò nuovamente a Mediaset, dove fu alla guida di Capriccio, un talk show dedicato al sesso e alla sessuologia trasmesso su Italia 1 in seconda serata e nello stesso anno fu protagonista del Film TV in due puntate di Canale 5, Tre stelle, diretto da Pier Francesco Pingitore, e interpretato insieme a Eva Grimaldi, Mandala Tayde, Gabriel Garko e Silvana Pampanini, che risulta ad oggi essere la sua ultima esperienza come attrice televisiva.

### Anni duemila

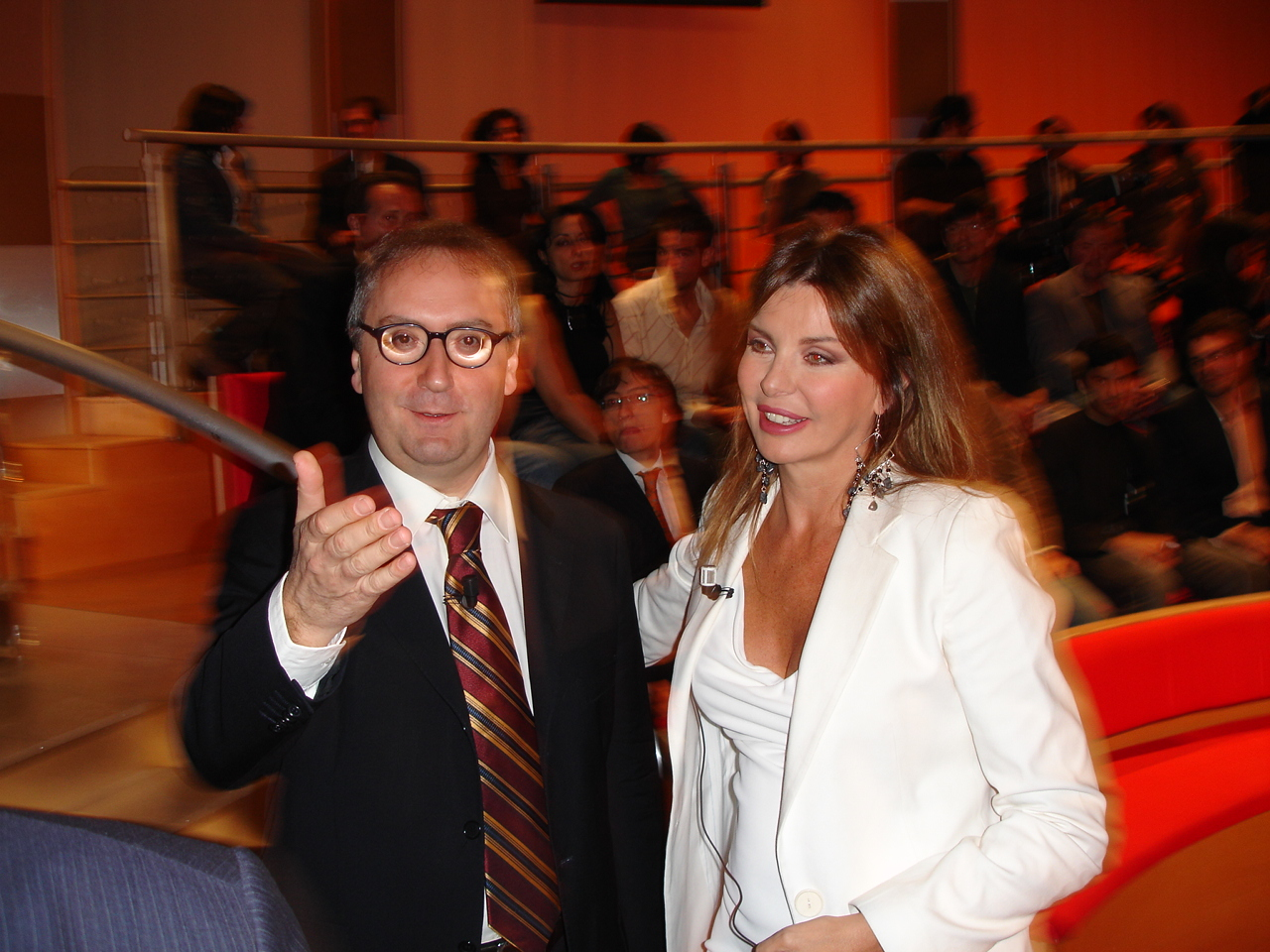
Alba Parietti nel 2005 con l'onorevole Franco Grillini

Nel 2001 condusse la kermesse musicale estiva di Rai 1 Napoli prima e dopo, dedicata alla canzone classica napoletana. Nello stesso anno condusse anche La Kore - Oscar della moda sempre su Rai 1 e il Festival di Napoli, trasmesso in prima serata su Rete 4, in coppia con Enrica Bonaccorti.
Durante il Festival di Sanremo 2004 condusse, insieme a Bruno Vespa, il Dopofestival (che aveva già condotto nove anni prima), ribattezzato quell'anno Porta a Porta - Speciale Sanremo 2004.
Sempre nel 2004, durante la stagione primaverile, prese parte come opinionista alla prima edizione del reality show La fattoria in onda su Italia 1 e condotto da Daria Bignardi; in quell'edizione partecipava come concorrente anche il figlio di Alba, Francesco Oppini e l'autunno seguente fu la primadonna de Il Teo - Sono tornato normale show condotto da Teo Teocoli su Canale 5 in prima serata. Sempre in questo periodo, Alba Parietti è divenuta opinionista su argomenti di vario tipo (da tematiche impegnate come politica, cronaca ed attualità fino a quelle più inerenti al mondo dello spettacolo come gossip, televisione e costume) e ha cominciato quindi ad apparire in tale veste in svariati programmi televisivi. 
Nel 2006 partecipò come concorrente alla prima edizione dello spettacolo televisivo Notti sul ghiaccio, condotto da Milly Carlucci su Rai 1 e l'anno successivo partecipò alla seconda edizione dello stesso programma poiché venne selezionata per il ruolo di giurata. Nel giugno 2006 ha sperimentato un nuovo programma televisivo su Italia 1, Grimilde, talk-show nel quale intervistava donne con vite "fuori dal comune", ma nonostante il successo registrato, al numero zero non seguì nessun'altra puntata. A settembre dello stesso anno, tornò in Rai e cominciò a presentare il reality show Wild West in onda in prima serata su Rai 2, ma il programma venne sospeso nella versione serale alla terza puntata per gli ascolti non soddisfacenti e fu trasferito nella fascia pomeridiana dove si concluse con la conduzione di Monica Leofreddi e Milo Infante. Nella stagione 2006/2007 entrò nel cast di Domenica in come ospite fissa dei dibattiti moderati da Massimo Giletti. Partecipò inoltre come giurata alla 57ª edizione del Festival di Sanremo. Da settembre 2007 ha fatto nuovamente parte del cast fisso del programma di intrattenimento Domenica in. Nell'estate del 2008 (insieme con Pino Campagna, Anna Falchi, Elenoire Casalegno, Beppe Braida, Ainett Stephens, Belén Rodríguez e Aída Yéspica), partecipò alla "conduzione a rotazione" di Lucignolo su Italia 1 affiancando Melita Toniolo e Maurizio Trombini. Nella stagione 2009/2010 entrò nel cast dei programmi d'infotrainment di Canale 5 Pomeriggio Cinque e Domenica Cinque, condotti da Barbara D'Urso, come opinionista fissa.

### Anni duemiladieci

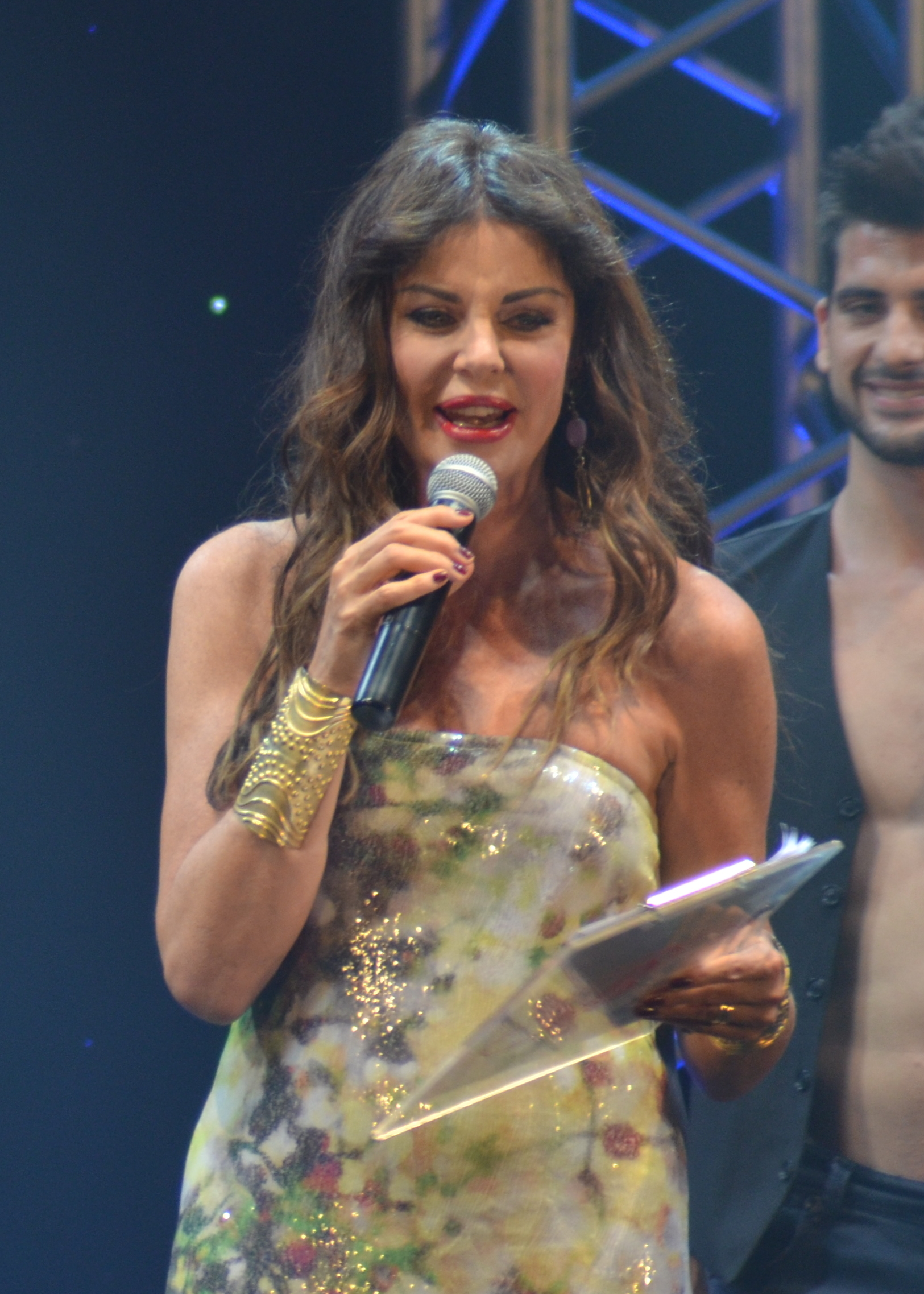
Alba Parietti nel 2014 durante la conduzione del Premio Barocco.

In occasione del Festival di Sanremo 2010, è inviata di Radio Monte Carlo assieme ad Alfonso Signorini, esperienza che ripete anche per l'edizione successiva. Dal 18 aprile 2010, fa parte della giuria della seconda edizione del reality La pupa e il secchione in onda su Italia 1. Dal febbraio 2011 ritorna in TV come conduttrice con il programma Alballoscuro su LA7d e, insieme a Vladimir Luxuria, è opinionista, e poi ospite naufraga non in gara, dell'ottava edizione del programma televisivo di Rai 2 L'isola dei famosi. Nel febbraio 2012 pubblica per Arnoldo Mondadori Editore il romanzo autobiografico Da qui non se ne va nessuno. Dal gennaio 2013 diventa una delle conduttrici del canale Vero Capri. In questo canale la Parietti si alterna con gli altri presentatori nella conduzione di vari talk-show. La Parietti rimane a Vero Capri sino all'autunno 2013, successivamente questo si trasforma in una rete tematica in cui vengono trasmesse esclusivamente telenovelas. Nel 2013 ha partecipato anche a Quelli che, in cui interviene in alcuni sketch comici, continuando a parteciparvi saltuariamente anche nelle successive due edizioni. Nell'estate del 2014 conduce la serata d'assegnazione del Premio Barocco, trasmessa su Rai 1.
Il 12 gennaio 2015 viene trasmesso su Canale 5 nella trasmissione Le Iene presentano: Scherzi a parte, uno scherzo di cui è stata vittima, e interviene in studio per commentarlo. Spesso ospite in passato di Quinta colonna su Rete 4, dal maggio dello stesso anno partecipa come opinionista fissa al talk show di attualità e politica Announo, in onda su LA7. Il 9 giugno è narratrice della terza puntata di Techetechete', in onda su Rai 1. Il 18 giugno partecipa poi come ospite a Rosso di sera, ultima messa in scena di Servizio Pubblico, in diretta da Firenze dove fa un monologo riguardante Don Andrea Gallo e trasmesso anch'esso da LA7. Il successivo 6 luglio partecipa alla prima puntata de I duellanti, nella seconda serata di Rai 1. Il 4 gennaio 2016 partecipa come concorrente alla prima puntata della seconda edizione del quiz-show di Canale 5 Caduta libera. Nel 2017 partecipa come concorrente alla dodicesima edizione del programma televisivo di Rai 1 Ballando con le stelle, venendo eliminata nella semifinale; durante la sua partecipazione si è resa protagonista di diversi scontri con Selvaggia Lucarelli, una dei componenti della giuria. Nel 2016 Alba Parietti ha sostenuto attivamente il progetto 'Gli Angeli’ di Gaetano De Michele, dedicato ai ragazzi diversamente abili di APL Paraplegici di Milano, ANFFAS e ADVI Taranto. Il suo contributo è stato significativo nell'ambito dell'inclusione sociale. Nei primi mesi del 2019 prende nuovamente parte come opinionista alla quattordicesima edizione del reality show L'isola dei famosi su Canale 5 insieme a Alda D'Eusanio. Dallo stesso anno e fino alla primavera 2021 è stata un'opinionista ricorrente di Live - Non è la D'Urso su Canale 5.

### Anni duemilaventi

Alba Parietti nel 2023 premiata col Leone d'oro alla carriera.

Nel 2020 pubblica il suo terzo libro La cacciatrice di narcisi, edito da Baldini & Castoldi.
Nell'autunno del 2021 partecipa come concorrente al varietà-talent di Rai 1, Tale e quale Show. Nel 2022 partecipa invece come concorrente, con la maschera di Aquila, alla terza edizione de Il cantante mascherato su Rai 1, venendo eliminata nella seconda puntata. Nel febbraio 2023 partecipa a Tale e Quale Sanremo, mentre in estate torna come conduttrice su Rai 2 con il programma Non sono una signora, in onda in prima serata dal 29 giugno al 27 luglio per cinque puntate di giovedì.
In occasione del Gran Premio Internazionale di Venezia tenutosi il 31 marzo 2023 al Palazzo Grandi Stazioni, sede della Regione Veneto, ha ricevuto il Leone d'oro alla carriera per i suoi 47 anni di attività di spettacolo (da non confondersi con l'omonimo premio assegnato durante la Mostra internazionale d'arte cinematografica). Nel febbraio del 2024 partecipa ancora a Tale e quale Sanremo esibensosi in coppia con Valeria Marini, mentre nell'autunno successivo è una degli ospiti fissi del talk Donne sull'orlo di una crisi di nervi condotto da Piero Chiambretti su Rai 3, poi confermato con un secondo ciclo nella primavera 2025. A inizio novembre torna a Tale e quale show per affiancare per una sera Carmen Di Pietro.

## Vita privata
Nel 1981 si è sposata con l'attore Franco Oppini. Dall'unione è nato, il 6 aprile 1982, Francesco Maria Oppini, unico figlio della presentatrice.  La coppia si è separata nel 1990 e ha divorziato nel 1997.
A partire dal 1991, la Parietti ha avuto una relazione di cinque anni con il filosofo e docente universitario Stefano Bonaga, con cui ha convissuto a Bologna. La relazione è stata la causa della separazione dall'ex marito Oppini. La Parietti ha affermato che quella con Bonaga è stata "una storia d'amore bella e importante, dall'inizio alla fine" e che il professore universitario è stato l'uomo più importante della sua vita. A Bonaga è inoltre attribuita la sua "conversione intellettuale" che l'ha portata a manifestare le proprie convinzioni politiche vicine alla sinistra, sulla carta stampata e in televisione quale frequente ospite di Michele Santoro e Maurizio Costanzo. La relazione è stata interrotta nel 1996, a causa di un flirt con Christopher Lambert, ripreso brevemente nel 2017.
Dopo una breve relazione con il finanziere Jody Vender nel 1999, dal 2001 al 2007 ha avuto un'altra duratura relazione con il principe palermitano Giuseppe Lanza di Scalea, ripresa e interrotta più volte. Dal 2010 al 2014 ha avuto inoltre una relazione con Cristiano De André.
Dal 2022 è legata sentimentalmente al manager di Poste Italiane Fabio Adami.

## Filmografia
- Miracoloni, regia di Francesco Massaro (1981)
- Italian Boys, regia di Umberto Smaila (1982)
- Sapore di mare, regia di Carlo Vanzina (1983)
- Se tutto va bene siamo rovinati, regia di Sergio Martino (1984)
- Bye Bye Baby, regia di Enrico Oldoini (1988)
- Delitti e profumi, regia di Vittorio De Sisti (1988)
- Abbronzatissimi, regia di Bruno Gaburro (1991)
- Saint Tropez - Saint Tropez, regia di Castellano e Pipolo (1992)
- Il macellaio, regia di Aurelio Grimaldi (1998)
- Paparazzi, regia di Neri Parenti (1998)
- Tre stelle, regia di Pier Francesco Pingitore – miniserie TV (1999)

## Programmi televisivi
- Nude, vestite & travestite (Videogruppo, 1978)
- Splendido! (Videogruppo, 1980)
- Galassia 2 (Rai 2, 1983)
- Super Record (Canale 5, 1983)
- Ok, il prezzo è giusto! (Italia 1, 1984)
- W le donne (Rete 4, 1984)
- Giallo (Rai 2, 1987)
- Castelli - Star (Rai 2, 1988)
- Cabaret (Rai 2, 1989)
- Ciao amico (Rai 1, 1989)
- Galagoal (Telemontecarlo, 1990-1992)
- La Coppia del Mondo (Telemontecarlo, 1990)
- GalaSport 90 (Telemontecarlo, 1990)
- Reveillon Montecarlo (Telemontecarlo, 1991)
- La piscina (Rai 3, 1991)
- Festival di Sanremo (Rai 1, 1992)
- Pavarotti International Block Notes (Rai 1, 1992)
- Pavarotti & Friends (Rai 1, 1992, 1994)
- Il Canzoniere dell'anno (Rai 1, 1992)
- Corpo a corpo (Telemontecarlo, 1992)
- Tre donne intorno al cor (Telemontecarlo, 1992)
- Domenica in (Rai 1, 1992-1993)
- DopoFestival (Rai 1, 1993)
- Burbujas (Antena 3, 1993)
- Arrivederci Estate (Rete 4, 1993)
- Vota la voce (Canale 5, 1993-1996)
- Telethon (Rai 1, 1993)
- Striscia la notizia (Canale 5, 1994)
- Premio Braille 1994 (Rai 1, 1994)
- Decidi tu (Rete 4, 1994)
- Gran Premio Internazionale dello Spettacolo (Canale 5, 1994)
- Serata mondiale (Rai 1, 1994)
- I Tre Tenori (Rai 1, 1994)
- La notte degli angeli (Rai 1, 1994-1995)
- Mina contro Battisti (Canale 5, 1995)
- Papaveri e papere (Rai 1, 4 marzo 1995)
- Serata Carosone (Rai 1, 1995)
- Polvere di stelle (Rai 1, 1995)
- Emozioni TV (Rai 1, 1995)
- Mezzanotte, angeli in piazza (Rai 1, 1995-1997)
- Tutti in piazza (Canale 5, 1996)
- Mai dire Gol (Italia 1, 3 febbraio 1997)
- Viva le italiane (Canale 5, 19 aprile 1997)
- Macao (Rai 2, 1997)
- Capriccio (Italia 1, 1999)
- La canzone del secolo (Canale 5, 1999)
- Premio Regia Televisiva (Rai 1, 2000)
- Festival di Napoli (Rete 4, 2001)
- La Kore nella valle del mito - Oscar della Moda (Rai 1, 2001)
- Napoli prima e dopo (Rai 1, 2001)
- Musicultura (Rai 3, 2003)
- Porta a Porta Speciale Sanremo (Rai 1, 2004)
- La fattoria (Italia 1, 2004) Opinionista
- Il Teo - Sono tornato normale (Canale 5, 2004)
- Ultima razzia (Rete 4, 2005)
- L'isola dei famosi (Rai 2, 2006, 2011; Canale 5, 2019)  Opinionista
- Notti sul ghiaccio (Rai 1, 2006)  Concorrente; (2007)  Giurata
- Grimilde (Italia 1, 2006)
- Wild West (Rai 2, 2006)
- I Love My Dog (Italia 1, 2010)  Giurata
- La pupa e il secchione (Italia 1, 2010)  Giurata
- Alballoscuro (LA7d, 2011)
- Talk show e rubriche (Vero, 2013)
- Quelli che il calcio (Rai 2, 2013-2014)  Inviata
- Premio Barocco (Rai 1, 2014)
- Announo (LA7, 2015) Opinionista
- Techetechete' (Rai 1, 9 giugno 2015)
- Ballando con le stelle (Rai 1, 2017)  Concorrente
- Tale e quale show (Rai 1, 2021)  Concorrente
- Il cantante mascherato (Rai 1, 2022)  Concorrente
- Tale e quale Sanremo (Rai 1, 2023-2024) Concorrente
- Non sono una signora (Rai 2, 2023)
- Tieni il tempo! Concerto di Capodanno (Sky Classica HD, Rete 4, 2024)
- Carnevale di Putignano (Telenorba, 2024-2025)
- Donne sull'orlo di una crisi di nervi (Rai 3, dal 2024) Ospite fissa

## Radio
- Speciale Via Asiago Tenda (Rai Radio Uno, 1989)

## Discografia
Album
- 1996 – Alba

Singoli
- 1985 – Only Music Survives
- 1986 – Jump and Do It
- 1986 – Look into My Eyes (con Amy)
- 1987 – Dangerous
- 1991 - Argento vivo (Cuore selvaggio)
- 1996 - Purtroppo è amore
- 1997 - Stai con me (sigla di chiusura del programma Macao)

EP
- 1991 – Alba da sentire

## Opere letterarie
- Uomini, Mondadori, 1996, ISBN 88-04-40830-8.
- Da qui non se ne va nessuno, Mondadori, 2012, ISBN 978-88-04-61773-0.
- La cacciatrice di narcisi, Baldini & Castoldi, 2020, ISBN 88-93-88345-7.